# Simplicia capalis
Simplicia capalis là một loài bướm đêm trong họ Noctuidae.